# Aston Martin V8
L'Aston Martin V8 est une automobile produite de 1972 à 1989 par le constructeur britannique Aston Martin. C'est une évolution de la DBS V8, dont elle reprend la carrosserie et le moteur.

## Caractéristiques techniques
En 1986 :

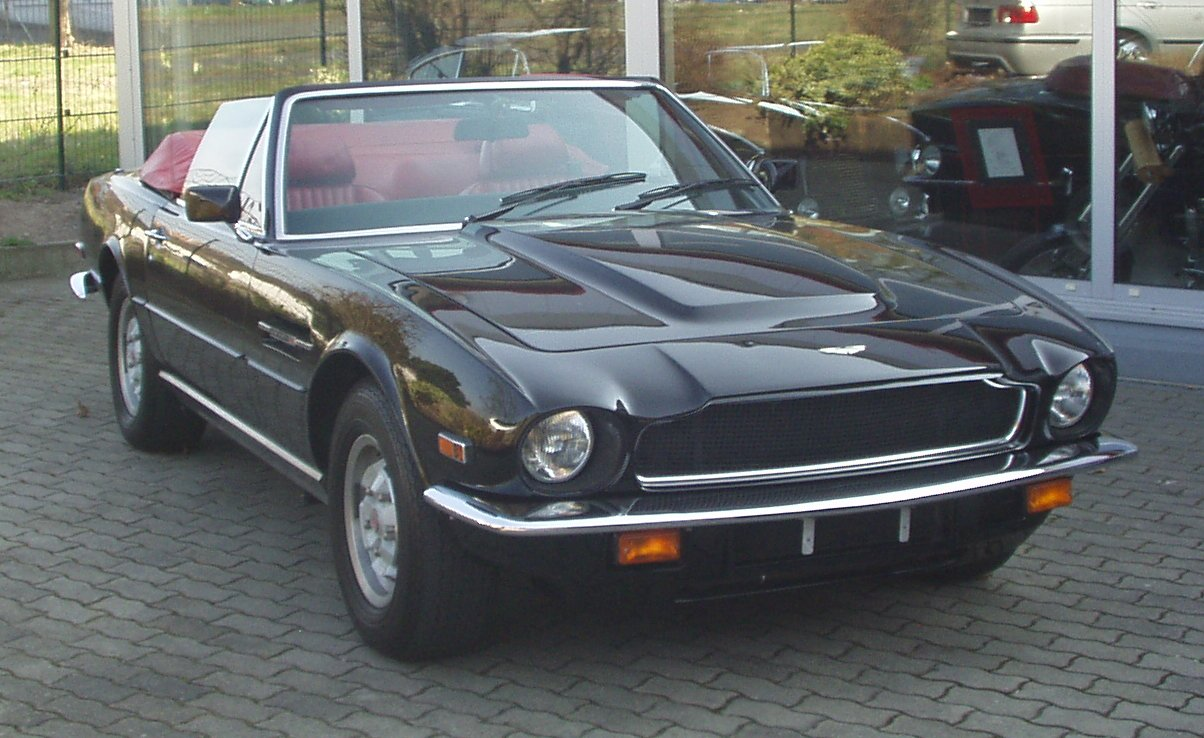
Aston Martin V8 Volante.

- Moteur : V8 5 341 cm3 16 soupapes commandées par double arbres à cames en tête. Refroidissement par eau. Vilebrequin à cinq paliers.
- Alimentation en essence : Injection électronique Weber (ou quatre carburateurs Weber sur la version Vantage)
- Rapport volumétrique : 10.2:1
- Puissance : 305 ch à 5 000 tr/min (Vantage : 400 ch à 6 000 tr/min)
- Couple : 434 N m à 3 000 tr/min (Vantage : 529 N m à 5 000 tr/min)
- Transmission : manuelle à cinq rapports. Rapport de pont : 3.54:1
- Freins : Disques ventilés/disques
- Performances : 0 à 100 km/h en 6,7 s (5,4 s pour la Vantage) ; vitesse de pointe de 241 km/h (264 km/h pour la Vantage)

## Production
- V8 coupé Series 2 : 288
- V8 coupé Series 3 : 967
- V8 coupé Series 4 : 352
- V8 coupé Series 5 : 405
- V8 Volante Series 1 : 656
- V8 Volante Series 2 : 245
- V8 Vantage Series 1 : 51
- V8 Vantage Series 2 : 318
- V8 Vantage Volante : 248
- V8 Vantage Zagato/Vantage Volante Zagato : 89
- Total: 3619

Les Volante sont des modèles cabriolets. 

## V8 Zagato
La V8 Zagato est un modèle coupé dévoilé sous forme de concept car au salon de Genève 1986. Elle est ensuite produite en une série limitée à 89 exemplaires (52 coupés et 37 cabriolets) entre 1986 et 1990. La puissance de son moteur V8 gavé par 4 carburateurs double corps est de 430 ch.
Rowan Atkinson, l'acteur de la série Mr Bean, a acheté le premier exemplaire de la V8 Zagato, qu'il a entièrement configuré chez Aston Martin, et dont la puissance est portée à 482 ch. 

## Lagonda S1

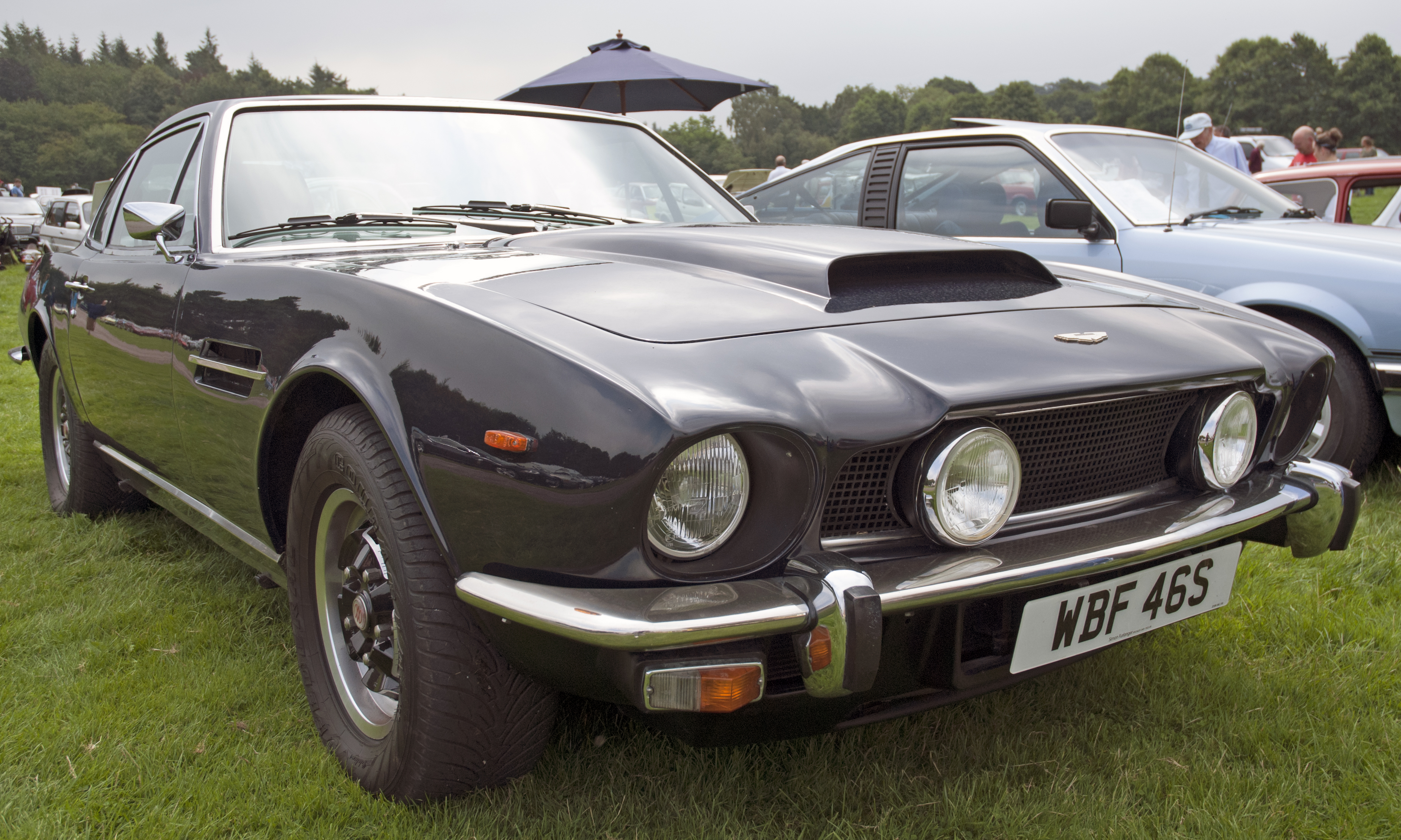
La Lagonda Série 1 est une version quatre portes de l'Aston Martin V8.

La V8 est déclinée en 1974 en une version Lagonda Saloon 4 portes.

## Au cinéma

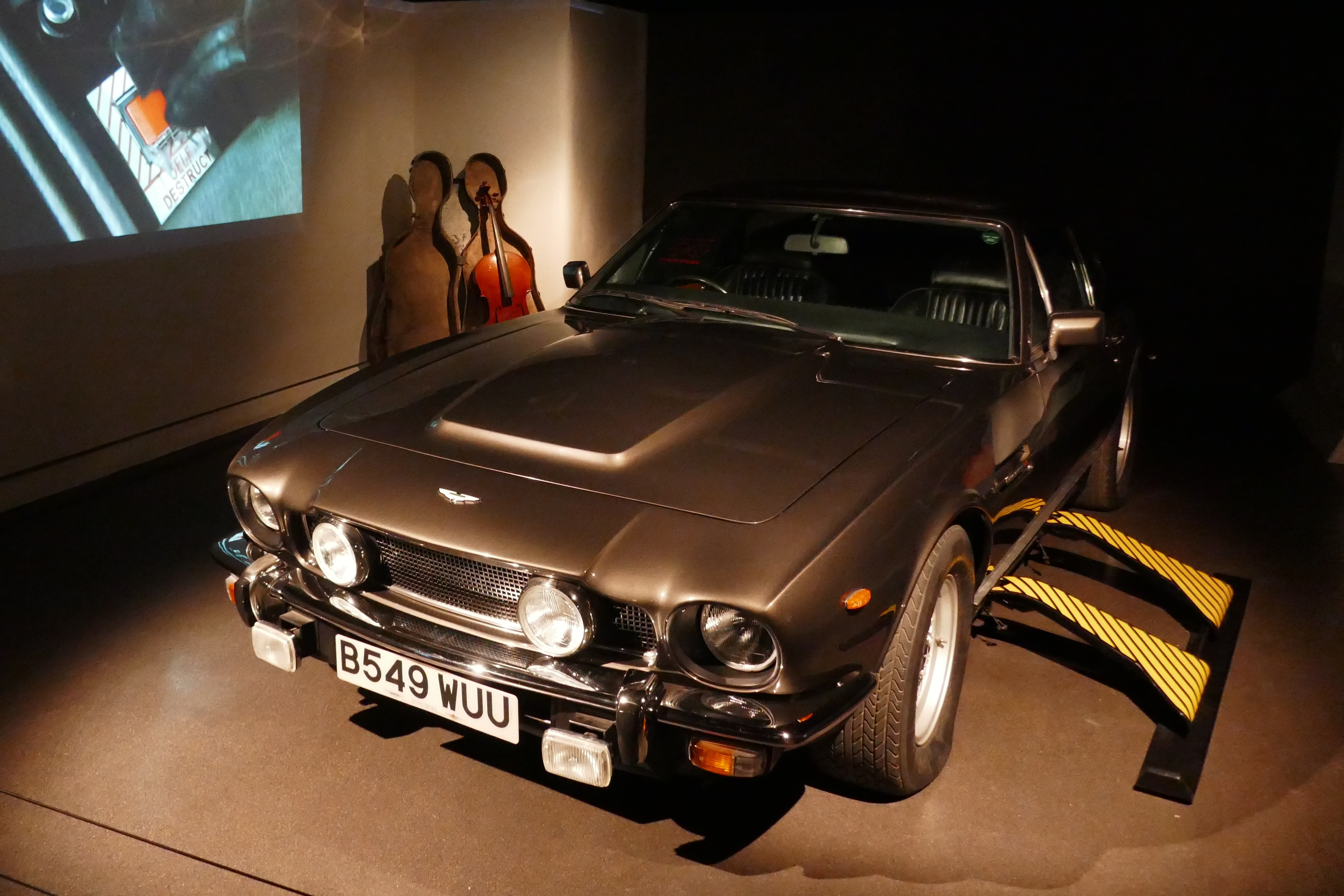
L'Aston Martin V8 du film Tuer n'est pas jouer.

L'Aston Martin V8 s'est illustrée dans le film Tuer n'est pas jouer aux mains de James Bond où elle sauvait ses occupants grâce à ses efficaces gadgets (lance-fusées, skis rétractables dissimulés dans les bas de caisse, lasers dans les moyeux de roues, système de post-combustion derrière la plaque minéralogique arrière et autodestruction).
Elle apparaît également dans Mourir peut attendre avec Daniel Craig au volant.
Elle aussi est conduite par Rowan Atkinson dans le film Johnny English contre-attaque.